# Monasterio de Zemen

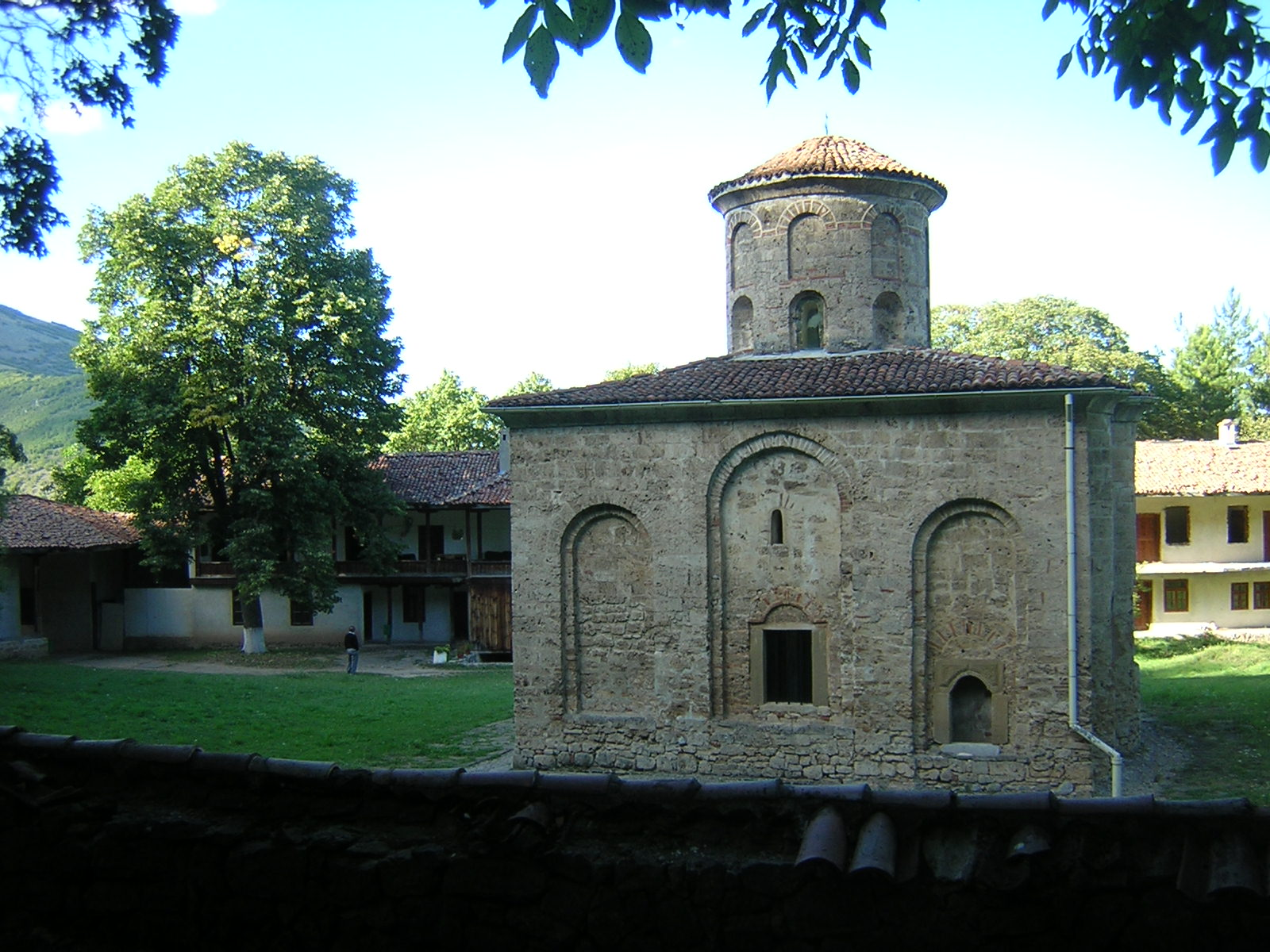
Iglesia de San Iván el Teólogo.

El Monasterio de Zemen (en búlgaro: Земенски манастир, Zemenski manastir) es un monasterio ortodoxo búlgaro situado en una colina a un kilómetro de la localidad búlgara de Zemen.

## Historia
El monasterio fue fundado en el siglo XI permaneciendo activo hasta la invasión del ejército otomano. En el siglo XIX el monasterio fue restaurado. El complejo monacal se compone varios edificios sencillos de los que destaca la iglesia fundacional. 

## Iglesia
El principal edificio del complejo es la iglesia de San Iván el Teólogo que pertenece a la fundación inicial del monasterio a finales del siglo XI. Posee forma de cubo con unas medidas de 9 metros de largo, 8 metros de ancho y 11,20 metros de alto. El material usado para la construcción es travertino. El altar está compuesto por una roca monolítica y el suelo por azulejos de colores.
En el interior destaca la profusa decoración a base de frescos. Existen dos capas de frescos, en la capa inferior apenas se conservan las pinturas originales del siglo XI. En la otra capa destacan los frescos pintados a mediados del siglo XIV. En estos frescos están representadas escenas bíblicas, santos y donantes. En uno se puede ver a un donante anónimo junto a su esposa, Doya, e hijos y en otro a un hombre joven, Vitomir, junto con un niño, Stoyu. Estos frescos realizados de en estilo sencillo por los primeros pintores de la escuela macedonia están considerados de los más antiguos y valiosos de los Balcanes tras los frescos de la iglesia de Boyana.

## Galería

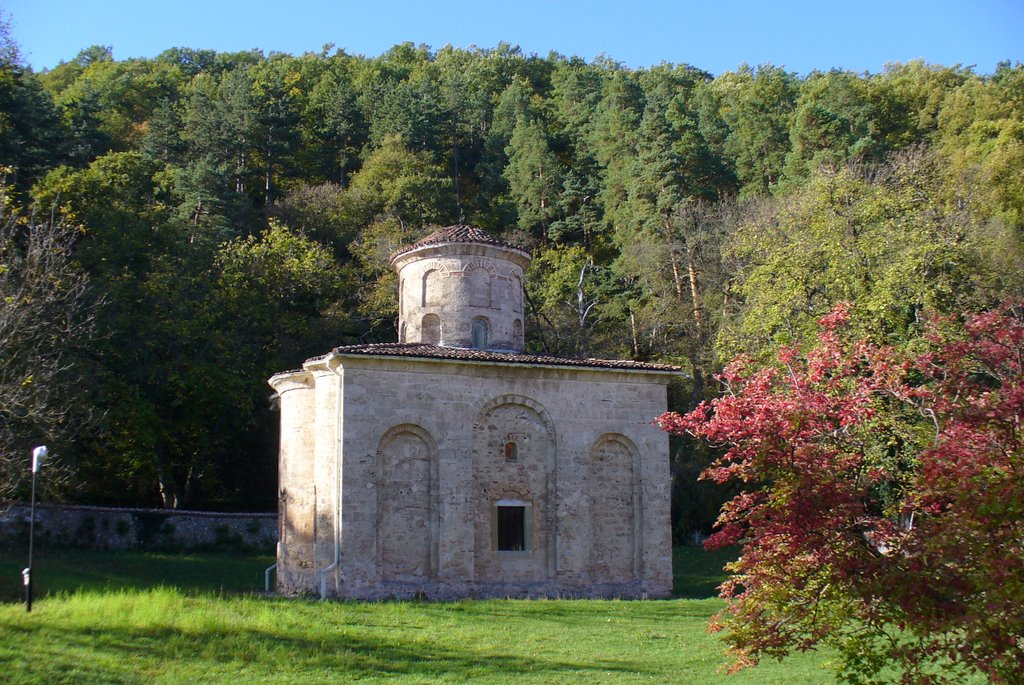
Iglesia de San Iván el Teólogo.
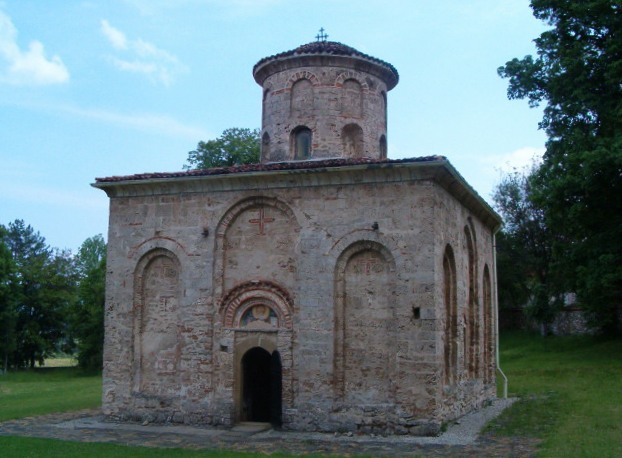
Iglesia de San Iván el Teólogo.
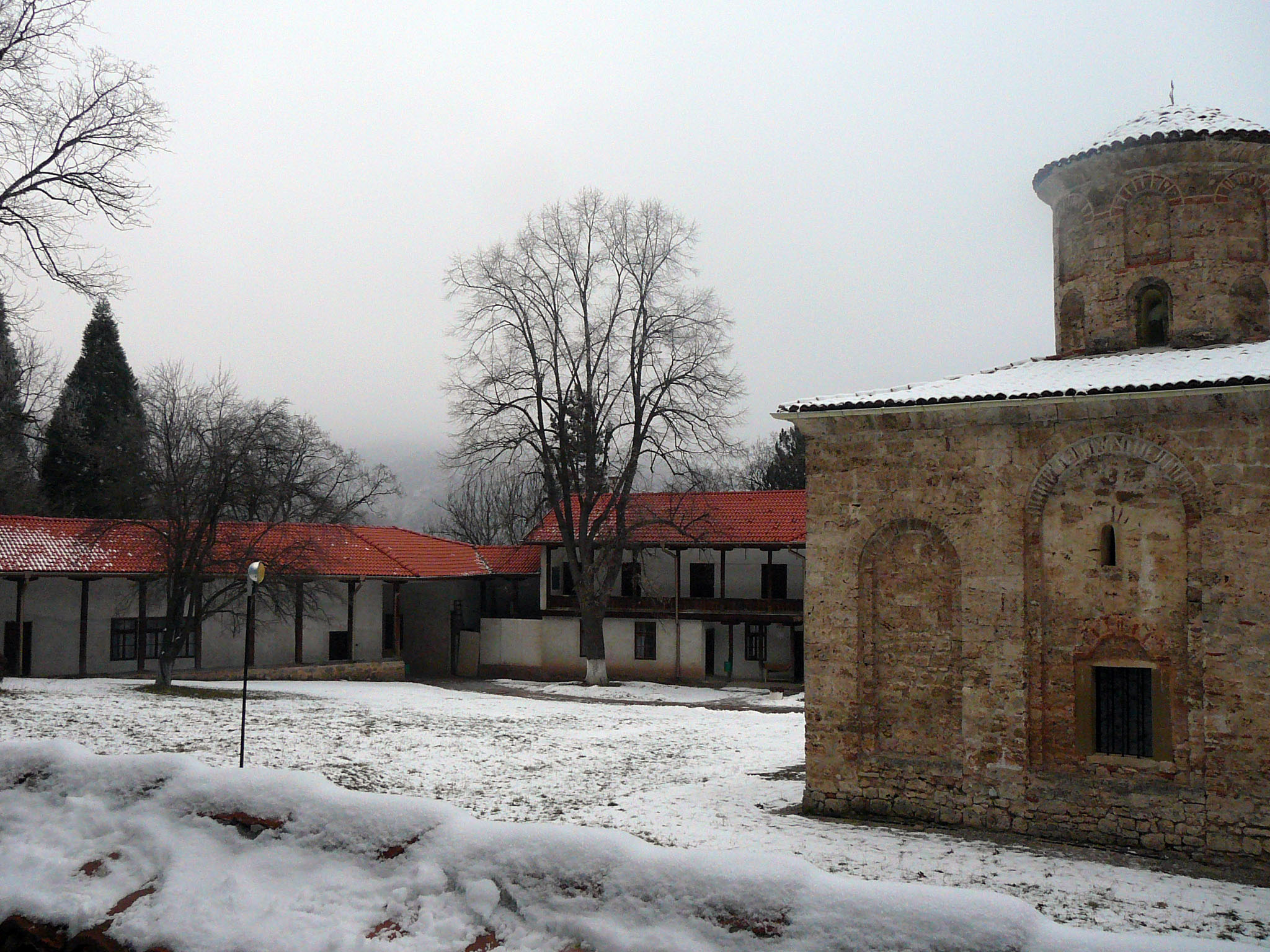
Iglesia y parte del monasterio
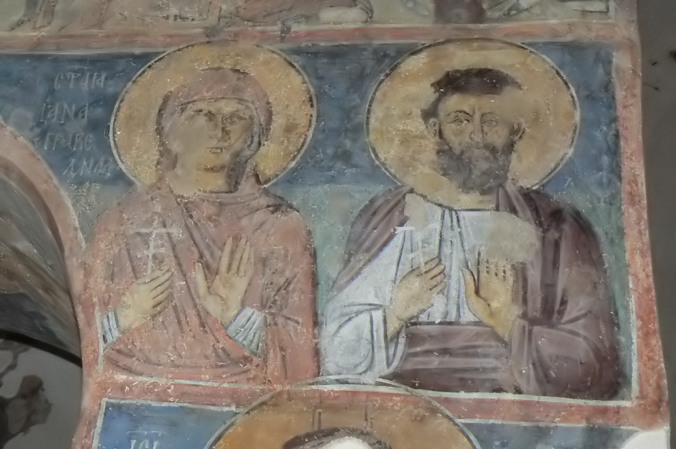
Fresco de San Joaquín y Santa Ana del siglo XI.